# ペシュメルガ
ペシュメルガ（クルド語: Pêşmerge / پێشمەرگە、「死に立ち向かう者」の意）は、イラク領クルディスタン自治政府が保有する軍事組織。

## 概要
独立や自治拡大を求めるクルド人は1920年代から、崩壊したオスマン帝国軍などの武器を使い、イギリス委任統治領メソポタミア当局やイラク政府に対する抵抗活動を続けてきた。冷戦期には旧ソ連製の兵器を取得したが、イラクのフセイン政権から苛烈な鎮圧作戦の対象とされ、劣勢を強いられた。2003年のイラク戦争でフセイン政権が崩壊すると、クルディスタン自治政府の正式な武装組織となり、年間5億ドル程度を投じて兵力・装備を拡充した。フセイン政権やISIL（イスラム国）に対して共闘関係にあるアメリカ合衆国から、オバマ政権時代までで総額10億ドルの軍事援助も受けた。 
ペシュメルガは15万人～20万人と、主要先進国一国の陸軍兵力あるいは総兵力に相当する人員数を擁し、36個旅団などを運用している。旧世代の主力戦車を保有しているが、あくまで主体は軽歩兵であり、中東に多い各種AK系火器や旧ソ連製の軍用車両を主に使用してきた。近年は、個人携行火器や装甲車を中心にアメリカやドイツなどから欧米製の武器を供給されている。航空戦力としてヘリコプター部隊も保有している。なお、活動地域が内陸のため、海軍は存在しない。
フセイン政権崩壊時、ペシュメルガは米軍と呼応して、イラク北部すなわちクルディスタン南部の主要都市キルクークを制圧した。2014年、ISILの猛攻を受けたイラクの政府軍・警察が各地で敗走したのに対して、ペシュメルガは抵抗・反撃。2017年現在では、クルディスタン自治地域の外を含めてイラク領の14％を支配している。

## ペシュメルガの装備

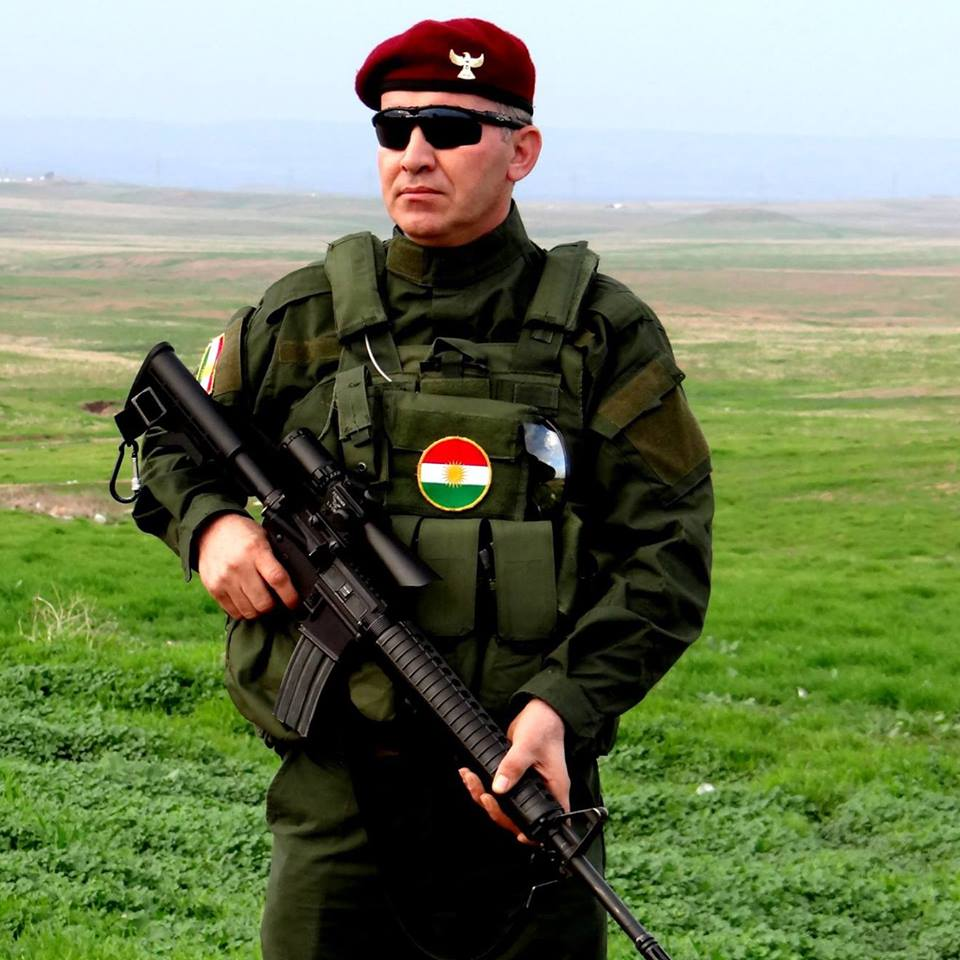
M16を構えるペシュメルガの兵士

### 火器

#### 小火器
- ワルサーP38
- ワルサーP99
- ベレッタM92
- ブローニング・ハイパワー
- グロックピストル
- マカロフ PM
- H&K MP5
- AK47
- ツァスタバ M92
- M4カービン
- M16自動小銃
- H&K G36
- VHSアサルトライフル
- RPK
- PKM
- ラインメタルMG3
- ブローニングM2重機関銃
- DShK38重機関銃
- レミントンM700
- ドラグノフ狙撃銃
- バレットM82

#### 対戦車火器
- RPG7
- AT4
- M40 106mm無反動砲
- カールグスタフ
- パンツァーファウスト3
- HJ-8 ミサイル
- ミラン

#### 迫撃砲
- 2B9 82mm自動迫撃砲
- M224 60mm 迫撃砲
- M252 81mm 迫撃砲
- M29 81mm 迫撃砲
- 120mm迫撃砲PM-38

#### 携帯式防空ミサイルシステム
- 9K32
- 9K38 イグラ

### 車両

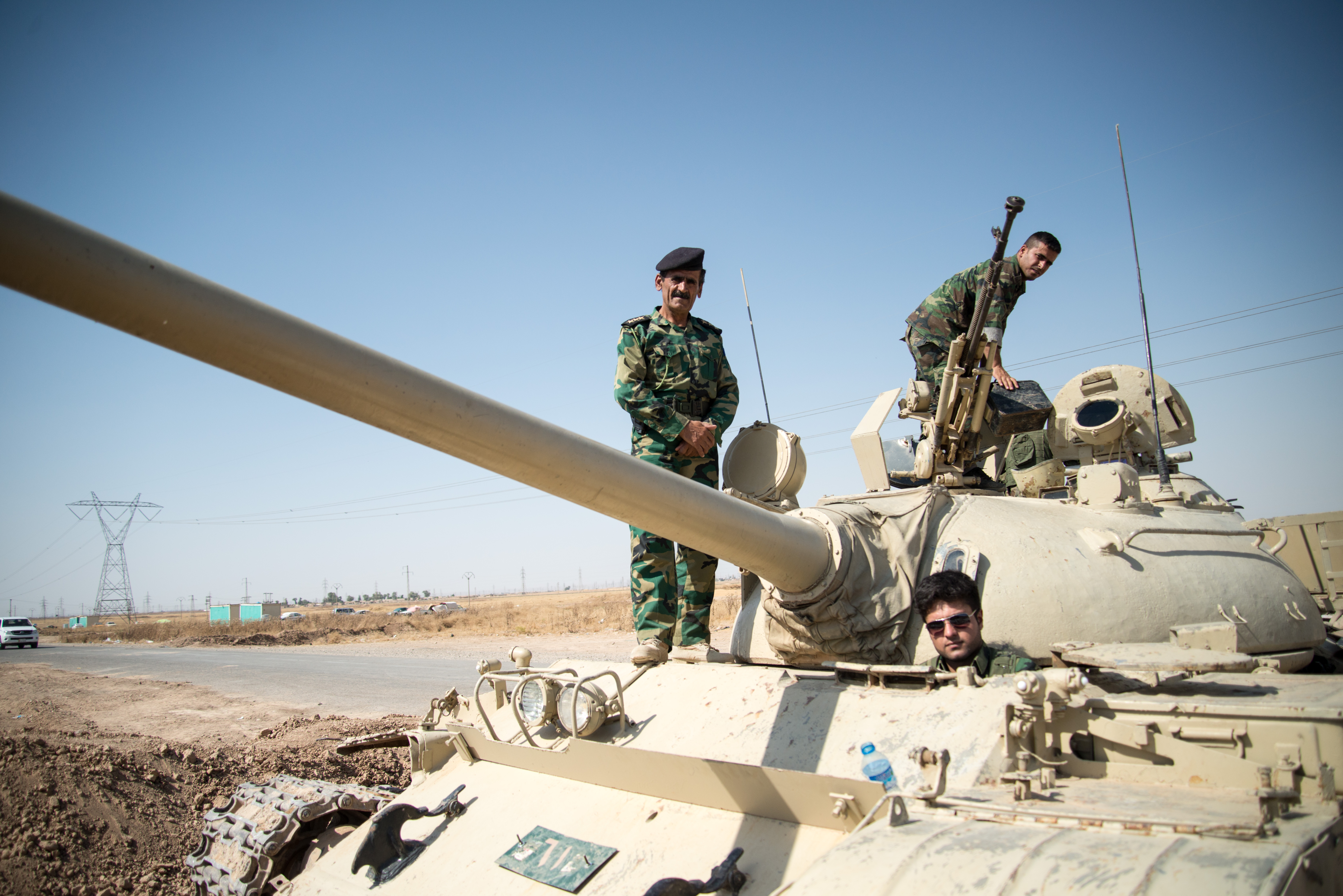
ペシュメルガが保有するT-55戦車

#### 戦車
- T-72
- T-62
- T-55
- PT-76

#### 装甲車
- BMP-1
- MT-LB
- ディンゴ装甲車
- MRAP
- M1117装甲警備車
- BRDM-2

### 航空機

#### ヘリコプター
- CH-47
- UH-1
- MD 500
- Mi-8
- Mi-17
- OH-58 カイオワ